# Myopias santschii
Myopias santschii é uma espécie de formiga do gênero Myopias, pertencente à subfamília Ponerinae.